# 冷地卫矛
冷地卫矛（学名：Euonymus frigidus）是卫矛科卫矛属的植物。分布于缅甸以及中国大陆的西藏、云南等地，生长于海拔1,100米至3,000米的地区，多生长于山间林中，目前尚未由人工引种栽培。

## 异名
- Euonymus frigidus Wall. ex Roxb. var. wardii (W. W. Smith) Blakelock